# Kreis Lublinitz

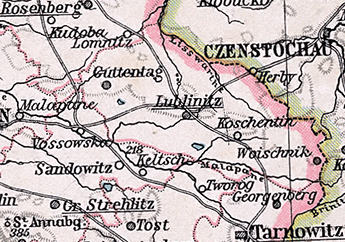
Der Kreis Lublinitz auf einer Karte von 1905

Der Kreis Lublinitz war von 1743 bis 1926 ein preußischer Landkreis in Oberschlesien. Seine Kreisstadt war die Stadt Lublinitz. Das ehemalige Kreisgebiet gehört heute zum größten Teil zur Woiwodschaft Schlesien in Polen.

## Verwaltungsgeschichte

### Königreich Preußen
Nach der Eroberung des größten Teils von Schlesien wurden von König Friedrich II. 1742 in Niederschlesien und 1743 auch in Oberschlesien preußische Verwaltungsstrukturen eingeführt. Dazu gehörte die Einrichtung zweier Kriegs- und Domänenkammern in Breslau und Glogau sowie deren Gliederung in Kreise und die Einsetzung von Landräten. Die Ernennung der Landräte in den oberschlesischen Kreisen erfolgte auf einen Vorschlag des preußischen Ministers für Schlesien Ludwig Wilhelm von Münchow, dem Friedrich II. im Februar 1743 zustimmte.
Im Fürstentum Oppeln, einem der schlesischen Teilfürstentümer, wurden aus den alten schlesischen Weichbildern preußische Kreise gebildet, darunter auch der Kreis Lublinitz. Als erster Landrat des Kreises Lublinitz wurde Georg Friedrich von Rousitz und Helm eingesetzt. Der Kreis unterstand zunächst der Kriegs- und Domänenkammer Breslau und wurde im Zuge der Stein-Hardenbergischen Reformen dem Regierungsbezirk Oppeln der Provinz Schlesien zugeordnet.
Bei der Kreisreform vom 1. Januar 1818 im Regierungsbezirk Oppeln blieb der Kreis unverändert.

### Norddeutscher Bund/Deutsches Reich
Seit dem 1. Juli 1867 gehörte der Kreis Lublinitz zum Norddeutschen Bund und seit dem 1. Januar 1871 zum Deutschen Reich. Zum 8. November 1919 wurde die Provinz Schlesien aufgelöst und aus dem Regierungsbezirk Oppeln die neue Provinz Oberschlesien gebildet. 
Bei der Volksabstimmung in Oberschlesien am 20. März 1921 votierten im Kreis Lublinitz 47 % der Wähler für den Verbleib bei Deutschland und 53 % für eine Abtretung an Polen. Durch die Beschlüsse der Pariser Botschafterkonferenz wurden die östlichen zwei Drittel des Kreises mit den Städten Lublinitz und Woischnik an Polen abgetreten. Das westliche Drittel des Kreises bestand zunächst als Kreis Lublinitz fort und ging am 1. Januar 1927 mit den Landgemeinden Heine und Mischline aus dem Kreis Groß Strehlitz sowie der Landgemeinde und dem Gutsbezirk Thursy aus dem Kreis Rosenberg im Kreis Guttentag auf.

## Einwohnerentwicklung
| Jahr | Einwohner | Quelle |
| ---- | --------- | ------ |
| 1795 | 22.579    | [ 7 ]  |
| 1819 | 25.416    | [ 8 ]  |
| 1846 | 41.698    | [ 9 ]  |
| 1871 | 45.326    | [ 10 ] |
| 1885 | 44.087    | [ 11 ] |
| 1900 | 47.213    | [ 12 ] |
| 1910 | 50.388    | [ 12 ] |
|      |           |        |
| 1925 | 17.169    | [ 13 ] |

Bei der Volkszählung von 1910 bezeichneten sich 79 % der Einwohner des Kreises Lublinitz als rein polnischsprachig und 15 % als rein deutschsprachig. 95 % der Einwohner waren 1910 katholisch und 4 % evangelisch.

## Landräte
- 17430000000Georg Friedrich von Rousitz und Helm (* 1. März 1681), auf Schierokau, Jerowa und Mollna
- 1744–176000Johann Ludwig von Goczalkowsky (auch Gottschalkowsky), auf Wiersbie
- 1760–176200Adam Heinrich von Jordan (* 4. November 1691; † 1762), auf Dralin und Wendrin
- 1763–176800Christoph Heinrich von Dziembowski-Pomian, erhielt am 9. November 1763 das Schlesische Inkolat
- 1768–179000Johann Christoph Alexander von Stosch (* 4. April 1727 in Leschwitz; † 25. Juni 1806 in Ludwigsthal), auf Anteil Pawonkau
- 1790–179700Franz von Blacha († 17. März 1797), auf Thule, auch Justizrat der Kreise Lublinitz und Rosenberg[15]
- 1800–000000von Ziegler und Klipphausen, auf Pawonkau
- 1818–183100Georg Wilhelm von Ziegler und Klipphausen
- 1832–185300Christian Eduard von Kościelsky (* 1798; † 19. Dezember 1864 in Breslau), auf Ponoschau
- 1854–187300Carl zu Hohenlohe-Ingelfingen, wurde 1865–1867 durch Max Clairon d’Haussonville vertreten
- 1873–188600Wilhelm von Klitzing (* 6. Juni 1828 in Karnzow; † 9. Oktober 1894 in Breslau), auf Schierokau
- 1886–189600Karl Prinz von Ratibor und Corvey, Prinz zu Hohenlohe-Schillingsfürst
- 1896–190400Eberhard von Lücken
- 1904–191700Friedrich Wilhelm Georg von Thaer
- 1918–192100Roland Brauweiler
- 1922–192600Otto Ulitzka

## Kommunalverfassung
Der Kreis Lublinitz gliederte sich bis 1922 in die Städte Guttentag, Lublinitz und Woischnik, in Landgemeinden und in Gutsbezirke.

## Gemeinden
Der Kreis Lublinitz umfasste 1910 drei Städte und 66 Landgemeinden. Die mit  D gekennzeichneten Gemeinden verblieben 1922 im Deutschen Reich und kamen 1927 zum Kreis Guttentag.
| - Babinitz - Boronow - Bruschiek - Bzinitz D - Charlottenthal D - Chwostek - Cziasnau D - Czieschowa - Dembowagora - Dralin - Drathhammer - Dzielna D - Ellguth-Guttentag D - Ellguth-Woischnik - Erdmannshain - Glinitz - Glowtschütz D - Goslawitz D | - Groß Droniowitz - Groß Lagiewnik - Guttentag, Stadt D - Gwosdzian D - Hadra - Harbultowitz - Jawornitz - Jezowa D - Kallina - Kaminitz - Klein Droniowitz - Klein Lagiewnik D - Kochanowitz - Kochtschütz - Kokottek - Koschentin - Koschmieder D - Lissau | - Lissowitz - Lohna - Lubetzko - Lublinitz, Stadt - Lublinitz, Schloß - Lubschau - Ludwigsthal - Makowtschütz D - Mollna D - Ollschin - Pawonkau - Pluder-Petershof D - Ponoschau D - Psaar - Ruschinowitz - Rzendowitz D - Schemrowitz D - Schierokau D | - Skrzidlowitz D - Sodow - Sollarnia - Sorowski D - Stahlhammer - Steblau - Strzebin - Warlow D - Wendzin D - Wiersbie - Wilhelmshort D - Woischnik, Stadt - Wüstenhammer - Zielonna - Zwoos D |

Die Landgemeinde Stahlhammer hieß bis 1909 Kutschau-Zawodie.

## Persönlichkeiten
- Hans Heinrich Lammers, geb. in Lublinitz, Chef der Reichskanzlei von 1933 bis 1945